# MONIAC

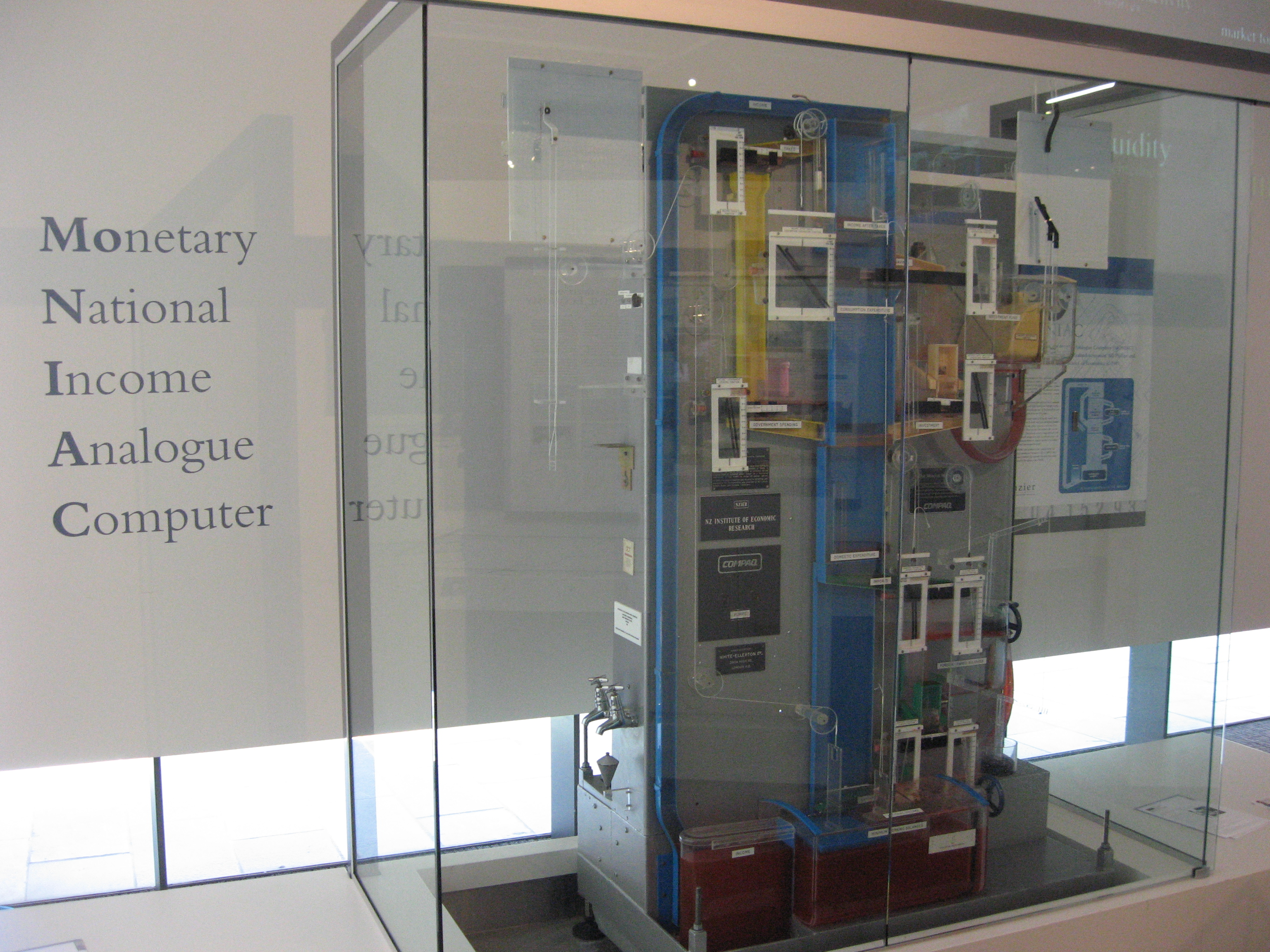
Moniac計算機展示於新西兰储备银行。

MONIAC （ 英語：Monetary National Income Analogue Computer，國民貨幣收入類比計算機 ）又称为菲利普斯液壓計算機和。該計算機造於1949年，由紐西蘭经济学家威廉·菲利普斯在伦敦经济学院 （LSE）就學時所造，用于模拟英国經濟變動。MONIAC是一台類比電腦 ，使用射流逻辑对经济運作进行建模。其命名可能是源自於金钱（money）和早期的數位電腦「ENIAC」的結合。 

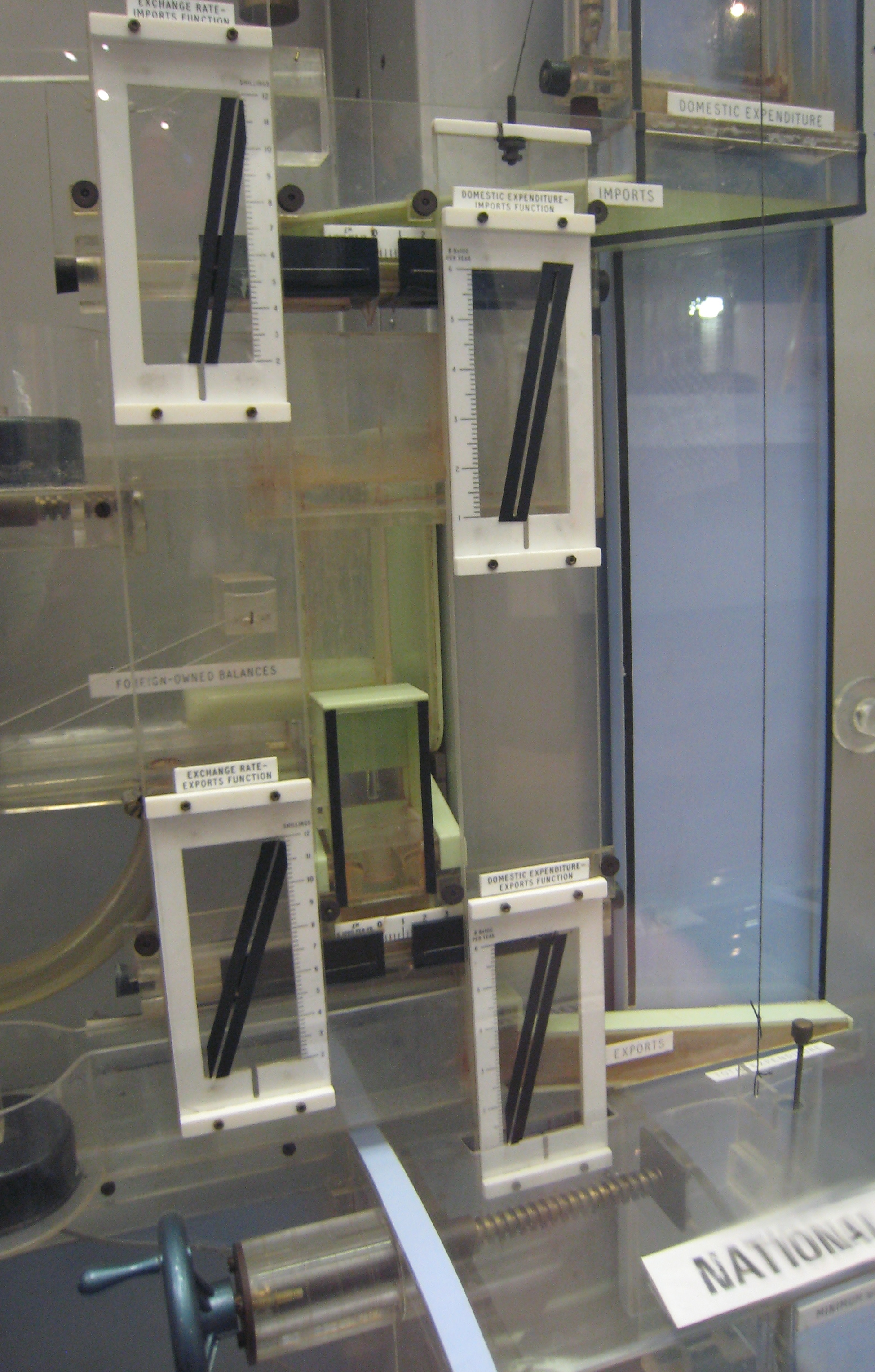
MONIAC仪表板